# Beskid (873 m)
Beskid (873 m) – szczyt w Grupie Pilska w Beskidzie Żywiecko-Orawskim, znajdujący się na głównym grzbiecie karpackim pomiędzy Szelustem (924 m) a Westką (964 m). Grzbietem tym przebiega granica polsko-słowacka, a także Wielki Europejski Dział Wodny.
Szczyt Beskid wyróżniany jest na mapach Geoportalu, na mapach Compassu nie jest opisany. Polskie stoki znajdują się w granicach miejscowości Korbielów w województwie śląskim, w powiecie żywieckim, w gminie Ujsoły. Prowadzą przez niego dwa szlaki turystyczne (polski czerwony i słowacki niebieski). Południowe, słowackie stoki są porośnięte lasem, na płaskim północnym grzbiecie oprócz lasu są tereny bezleśne i zabudowania pojedynczego gospodarstwa. Jest to zarastająca lasem polana Beskid. Na polanie oprócz budynku gospodarstwa o tradycyjnej, zrębowej konstrukcji są domki letniskowe. W 2012 roku mieszkali w jednym z budynków gospodarze z Korbielowa, kosząc i zbierając siano.
Polskie stoki Westki znajdują się w granicach wsi Korbielów w województwie śląskim, w powiecie żywieckim, w gminie Jeleśnia. Północna część Beskidu znajduje się na terenie Żywieckiego Parku Krajobrazowego.

## Szlaki turystyczne
Główny Szlak Beskidzki na odcinku: schronisko PTTK na Hali Miziowej – przełęcz Glinne – Westka – Szelust – Przełęcz Półgórska – Jaworzyna – Mędralowa.
  słowacki szlak graniczny